# ورزش دوچرخه‌سواری

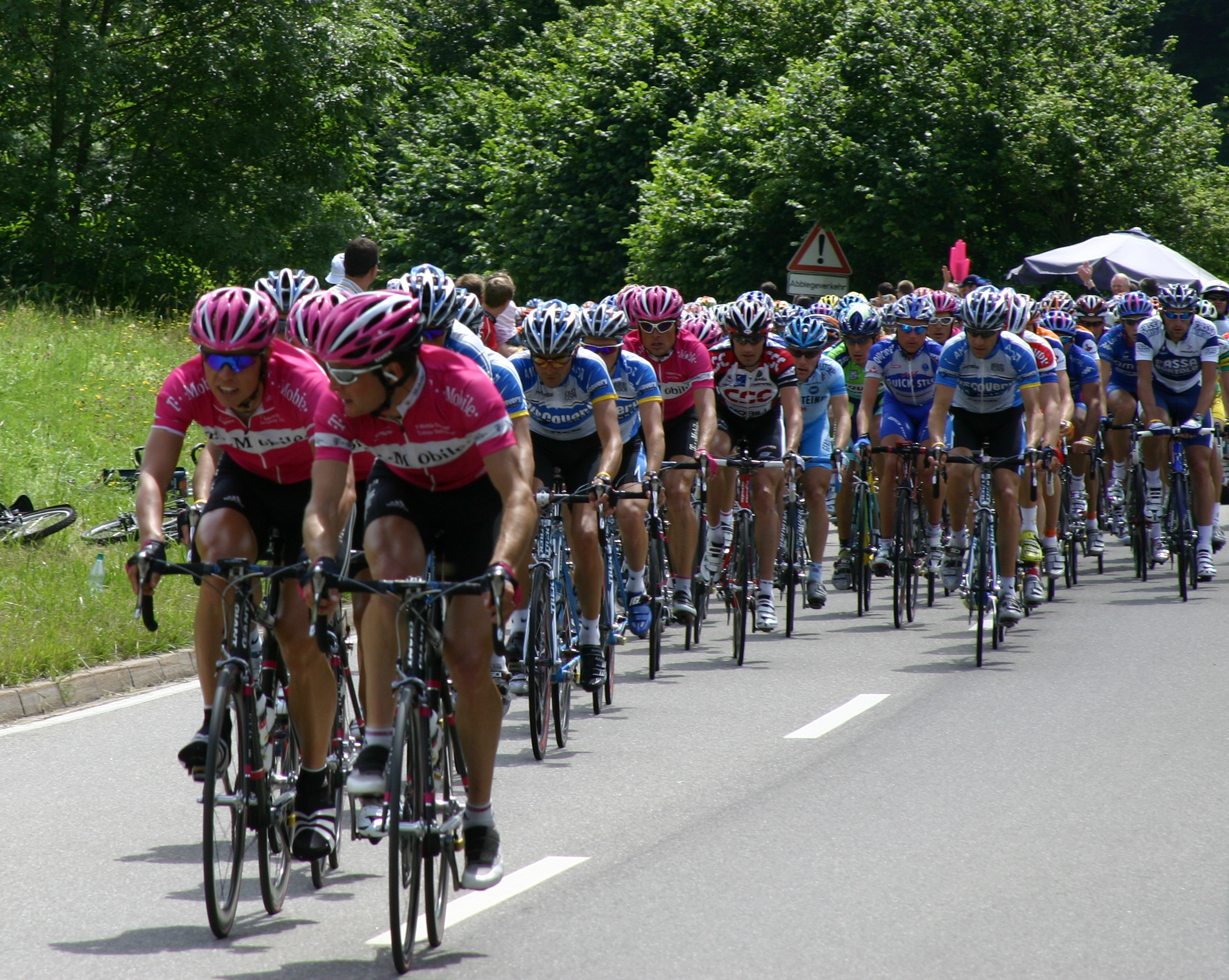
گروه اصلی در تور دو فرانس

ورزش دوچرخه‌سواری یک فعالیت فیزیکی رقابتی با بهره‌گیری از دوچرخه است. دسته‌های گوناگون مسابقهٔ دوچرخه‌سواری شامل دوچرخه‌سواری جاده، تایم تریل، سیکلوکراس، دوچرخه‌سواری کوهستان، بی‌ام‌ایکس و دوچرخه‌سواری پیست هستند. ورزش‌های دوچرخه‌ای غیررقابتی نیز شامل دوچرخه‌سواری هنری، بی‌ام‌ایکس آزاد، چوگان با دوچرخه و تریل کوهستان هستند. اتحادیهٔ جهانی دوچرخه‌سواری بدنهٔ حاکمیتی دوچرخه‌سواری و رویدادهای بین‌المللی رقابتی آن است. اتحادیهٔ بین‌المللی وسایل نقلیه با نیروی انسانی بدنهٔ حاکمیتی برای وسایل نقلیهٔ رانده شده با نیروی انسان است که محدودیت‌های کمتری نسبت به اتحادیه بین‌المللی دوچرخه‌سواری در طراحی‌های خود اعمال می‌کند.
مسابقهٔ دوچرخه‌سواری یکی از رشته‌های المپیکی تأییدشده است. این مسابقات در همهٔ جهان، به‌ویژه در اروپا، محبوب هستند. بیشترین رواج دوچرخه‌سواری در کشورهای بلژیک، دانمارک، فرانسه، آلمان، ایتالیا، هلند، اسپانیا و سوئیس مشاهده می‌شود.

## تاریخچه
نخستین مسابقهٔ دوچرخه‌سواری در ۳۱ مهٔ ۱۸۶۸ به مسافت ۱۲۰۰ متر در پارک سن کلو در پاریس انجام شد. برندهٔ آن مسابقه یک انگلیسی به نام جیمز مور بود که دوچرخه‌ای چوبی با چرخ‌های آهنی داشت. این دوچرخه اکنون در موزه‌ای در الی در انگلستان نمایش داده می‌شود.
اتحادیه جهانی دوچرخه‌سواری در ۱۴ آوریل ۱۹۰۰ توسط بلژیک، آمریکا، فرانسه، ایتالیا و سوئیس تأسیس شد تا جایگزین اتحادیهٔ پیشین که در سال ۱۸۹۲ تشکیل شده‌بود، شود.

## مسابقه

### دوچرخه‌سواری جاده
مسابقهٔ دوچرخه‌سواری جاده شامل رقابت‌های انفرادی و تیمی است و مسابقات به روش‌های گوناگونی برگزار می‌شوند. این روش‌ها از مسابقهٔ جادهٔ یک‌روزه، کریتریوم و تایم تریل تا مسابقات چند مرحله‌ای مانند تور دو فرانس و سایر تورهای بزرگ را شامل می‌شود.
مسابقات معمولاً از بهار تا پاییز برگزار می‌شوند. بسیاری از رکابزنان نیمکرهٔ شمالی، زمستان را در کشورهایی مانند استرالیا می‌گذرانند تا بتوانند مسابقه دهند یا تمرین کنند. مسابقات حرفه‌ای از تورهای بزرگ سه‌ مسابقه‌ای است که در یک مسیر بسته به طول یک تا دو کیلومتر انجام می‌شود و رکابزنان باید مسافت مشخصی را در مسیر طی کنند یا برای زمان مشخصی در آن رکاب بزنند.

### دوچرخه‌سواری پیست
دوچرخه‌سواری پیست شامل رقابت‌هایی است که در پیست‌های شیبدار برگزار می‌شوند. رویدادهای متنوعی در پیست برگزار می‌شوند و شامل مسابقات تعقیبی انفرادی و تیمی، سرعت دونفره یا چندنفره و مسابقات آغاز انبوه هستند. شرکت‌کنندگان از دوچرخهٔ پیست استفاده می‌کنند که ترمز یا خلاصی ندارد.

### دوچرخهٔ کوهستان
رقابت‌های دوچرخه‌سواری کوهستان در مسیرهای بیرون از جاده انجام می‌شود و نیازمند سطح متوسط یا بالایی از رکابزنی فنی است. این رقابت‌ها به شکل‌های گوناگونی برگزار می‌شوند که رایج‌ترین آن‌ها کراس کانتری و دانهیل هستند.

### بی‌ام‌ایکس
دوچرخه‌سواری بی‌ام‌اکس نیز خارج از جاده برگزار می‌شود. مسابقات بی‌ام‌ایکس سرعتی هستند و در پیست‌های تک‌منظورهٔ تک‌دور و معمولاً توسط دوچرخه‌های تک‌دنده انجام می‌شوند. رکابزنان از مسیری خاکی شامل پرش‌ها، شیب‌ها و پیچ‌ها عبور می‌کنند.